# Teodoro II de Etiopía
Teodoro II (en ge'ez: ዓፄ ቴዎድሮስ; Qwara, c. 1818, Amba Mariam, 13 de abril de 1868) fue negus negusti (‘rey de reyes’ o ‘emperador’) de Abisinia (hoy Etiopía) de 1855 a 1868. 
Nació como Kassa Haile Giorgis, pero fue más corrientemente llamado Kassa Hailu (en ge'ez: ካሳ ኃይሉ, 'restitución' y 'su (o el) poder', respectivamente). Su reinado es a menudo ubicado como el inicio de la Etiopía moderna, finalizando con la descentralización de la Zemene Mesafint ('Era de los príncipes').
Durante su reinado, introdujo varias reformas de modernización. Publicó edictos contra la esclavitud, construyó los primeros caminos y organizó un sistema político y fiscal centralizado. Constituyó un verdadero ejército nacional, en sustitución de las distintas fuerzas regionales. Esa ola de reformas preocupó a los señores locales, acostumbrados a un poder imperial débil y, a partir de 1860, varios caciques se rebelaron. El mismo año, perdió el apoyo de la Iglesia Ortodoxa Etíope, al ordenar la redistribución de su tierra a los campesinos. Poco a poco, los negusse negest vieron su poder desestabilizado. Reprimió los movimientos de revuelta y encarceló a algunos diplomáticos europeos tras un desacuerdo diplomático con el Reino Unido.
En abril de 1868, el Reino Unido organizó la expedición británica a Abisinia encabezada por Robert Napier, con el fin de liberar a los cautivos encerrados en la fortaleza de Meqdela. El 13 de abril de 1868, se lanzó el asalto final a la sede del negusse negest, que se negó a someterse formalmente al Reino Unido. Tewodros se suicidó con su revólver. Aunque no pudo aplicar la mayoría de las reformas emprendidas, Tewodros sigue siendo para los etíopes un líder notable y un gran soldado, defensor de una patria unificada y moderna.

## Primeros años
Kassa nació en una familia noble, como hijo del gobernador de Quara, distrito de la provincia de Dembiya, bautizado como Hailé Giorgis Wolde Giorgis. Su abuelo materno, Dejazmatch Wolde Giorgis fue una figura ampliamente respetada en su época. Dembiya formaba parte del gran territorio conocido como Ye Meru Qemas o “aquello que ha sido puesto a prueba por Maru”. Este era el feudo personal de Dejazmatch Meru, un poderoso señor de la guerra, y pariente de Kassa Hailu (que posiblemente era su sobrino segundo). La madre de Kassa, Woizero Atitegeb Wondbewossen, formaba parte de la alta nobleza, y procedía originalmente de Gondar, su madre Woizer Tishal era miembro de la familia noble de Begemder, mientras que su abuelo paterno, Ras Wodajo, era una poderosa y encumbrada figura de influencia. 
A pesar de que generalmente es considerado como un usurpador no real, Teodoro II reclamó más tarde durante su reinado que su padre descendía del emperador Fasilides por la vía de una hija, no obstante la mayoría de sus contemporáneos no reconocieron la legitimidad de esas afirmaciones. 
Cuando Kassa era muy joven, sus padres se divorciaron y Woizero Atitegeb retornó a Gondar junto con su hijo. No mucho después de su partida, el padre de Kassa murió, leyendas populares cuentan que los parientes paternos de Kassa se dividieron enteramente la herencia, dejando al joven Kassa y a su madre sin nada de ella y en muy duras circunstancias financieras. Como final, es a menudo contado que Woizero Atitegeb fue reducida a la venta de "kosso", una hierba medicinal nativa usada para curar a pacientes con lombrices intestinales (una afección común dado la cotidianidad de carne cruda en la dieta etíope). Kassa fue burlado a menudo por ser un “hijo de una vendedora de kosso”, un insulto que él rara vez perdonó. En verdad, no existe evidencia de que Woizero Atitegeb haya sido alguna vez una vendedora de kosso, y muchos escritores tales como Paulos Ngo Ngo han declarado abiertamente que éste era un falso rumor extendido por sus detractores. Las fuentes indican que la madre de Kassa continuó en un estado bastante bueno, dada la herencia por parte de sus propios e ilustres parientes de considerables extensiones de tierra que le permitieron llevar una vida confortable. La juventud de Kassa no fue posiblemente espléndida, pero estuvo lejos de ser la de un mendigo.

## La ascensión al trono

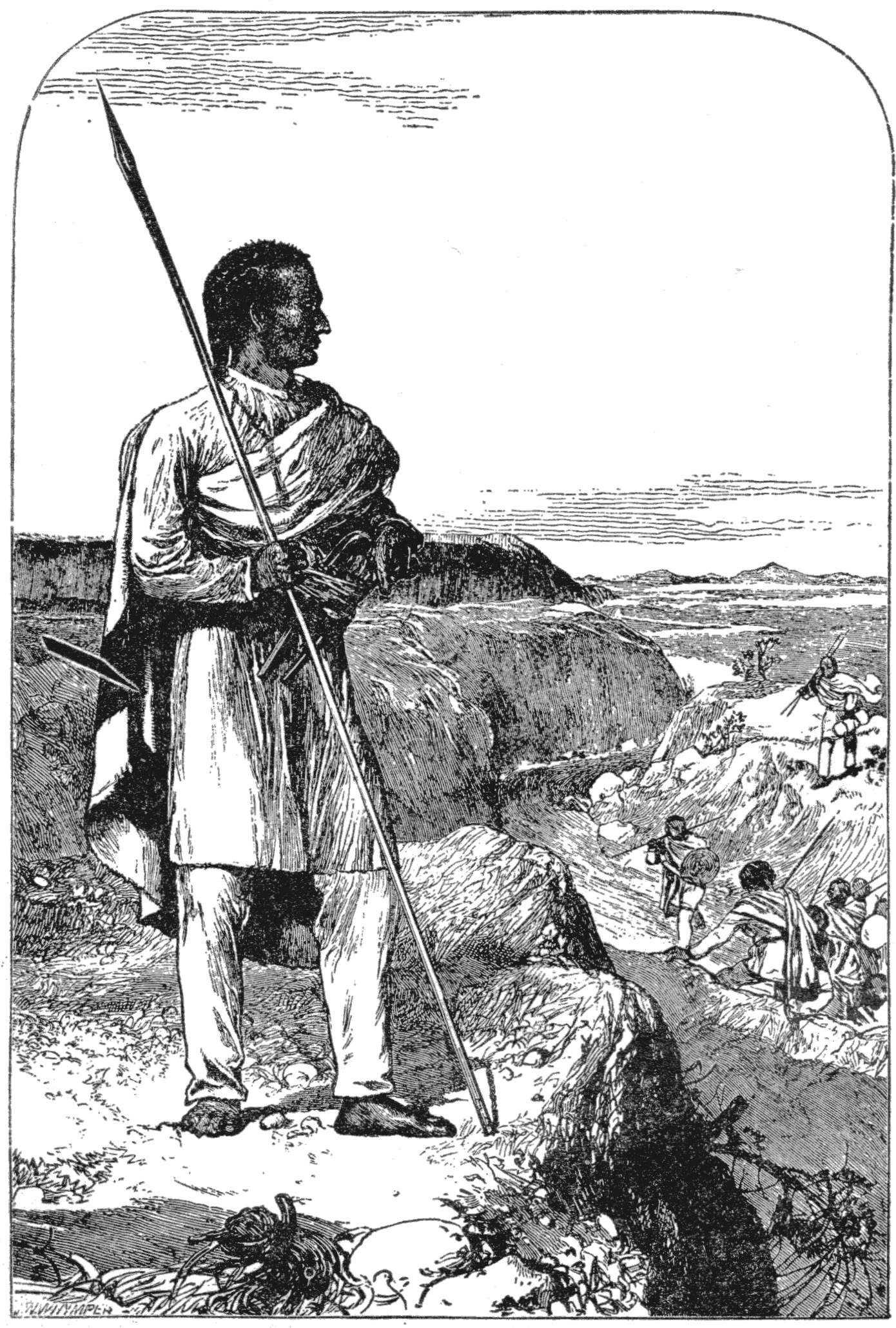
Teodoro II supervisando el cruce del Nilo Azul H. Rassam, Narrative of British Mission to Theodore (1869)

El futuro Teodoro II nació en un país plagado de guerras civiles, y él destruyó muchos caudillos provinciales antes de convertirse en emperador. Los tiempos eran conocidos como Zemene Mesafint o “Era de los Príncipes”. Durante esta era, caudillos, príncipes regionales y casas nobles rivalizaban unas contra otras por poder y control. Un emperador títere de la familia dinástica fue entronizado en Gondar por un caudillo, sólo para ser depuesto y reemplazado por otro miembro de la dinastía imperial cuando un caudillo diferente fue capaz de apoderarse de Gondar y de las riendas del poder. Regiones tales como Gojjam y Shewa eran regidas por sus propias ramas de la dinastía imperial y, en Shewa, el príncipe local adoptó incluso el título de rey.
Kassa comenzó su carrera como un shifta (o bandido), pero luego de formar una notable fuerza de seguidores, pudo no sólo restaurarse a sí mismo como sucesor de su padre en el feudo de Qwara sino también controlar todo Dembiya. Además, ganó apoyo popular por su benevolente tratamiento a los habitantes de las áreas controladas: De acuerdo a Sven Rubenson, Kassa “reparte el grano y el dinero capturado a los campesinos en Qwara y les ordena comprar azadas y vegetales”. Esto obtuvo la atención del caudillo establecido en Gondar, Ras Ali II de Yejju. Ras Ali había entronizado al emperador Yohannes III, forzándolo a desposar a la madre de sí, la emperatriz Menen Liben Amede. La emperatriz era quien poseía en verdad el poder, detrás de su hijo y su impotente esposo; fue ella quien concertó el matrimonio entre su nieta, Tewabech Ali, hija del Menefanent (príncipe) Ras Ali, y Kassa, a la vez que le concedió el título de Dejazmach. Le otorgó también todo el territorio de Ye Meru Qemas con la esperanza de ligarlo firmemente a su hijo y a ella misma. 
En 1838 los egipcios hicieron una incursión desde Gallabat y profanaron las iglesias. La población de Gondar fue sometida. Ras Wube y Kenfú, el tío de Kassa, se enfrentaron a ellos. Kassa, no obstante vio caer a los egipcios en Metemma, fue vencido. Kenfú tuvo más éxito. A su vez el Ras Wube logró que Francia y Gran Bretaña interviniesen ante Mehmet Alí, sultán de Egipto, para hacerle renunciar a toda nueva empresa en Abisinia. 
Insultado por la emperatriz Menen con motivo de su derrota, Kassa fue incentivado a la venganza por su esposa. En 1852 Kassa se rebeló contra Ras Ali y, luego de una serie de victorias – Gur Amaba, Takusa, Ayshal y Amba Jebelli – a lo largo de tres años derrotó fácilmente a los ejércitos enviados por el Ras y la propia emperatriz que habían sido enviado contra él. Ocupó Gondar en la ausencia del Ras Alí y en Ayshal capturó a la emperatriz, y Ras Alí desapareció como estrella en ascenso en la escena de la historia; Kassa logró de él el reconocimiento de su soberanía sobre las tierras de su tío, Kenfú.
Abisinia estaba entonces reagrupada en cuatro Estados: Choa, Tigre, Godsham y Begameder.
En 1852 Kassa, establecido en Gondar, sometió al Ras Goshu, de Godsham, al pago de tributo. Indignado, Ras Goshu partió en campaña, pero fue vencido y muerto cerca de Gorgora en noviembre. El Masafent Eas Alí fue vencido a su regreso y se refugió en Oullo. La victoria de Kassa puso definitivamente un término al poder de los Galla en Abisinia. Kassa obtuvo el apoyo del Abune Selama, cabeza de la Iglesia Ortodoxa Abisinia, a cambio de la expulsión de los misioneros católicos, en particular de los lazaristas franceses. 
Kassa anunció que estaba deponiendo a Yohannes III, y luego marchó contra su mayor rival aún en pie, el Dejazmach Wube Hailé Maryam de Semien, gobernador de Tigré. En el este los Oullo Galla fueron sometidos, Choa sería conquistada en octubre, llevándose Kassa en cautividad a Menelik II, hijo del negus Haile Malakot de Choa. Luego de la derrota de este, Kassa fue coronado como Negusse Negest (negus de los negus o emperador) por el Abuna Salama III en la iglesia de Derasge Maryam el 11 de febrero de 1855. Tomó el nombre real de Teodoro II (Tewodros II), para ser fiel a una profecía que establecía que un hombre llamado Teodoro llevaría al Imperio de Abisinia a la grandeza. 
Teodoro se negó a reconocer un intento de restaurar al antiguo emperador Sahle Dengen tras la caída del desventurado Yohannes III, quien había reconocido a Teodoro inmediatamente.

## El reinado

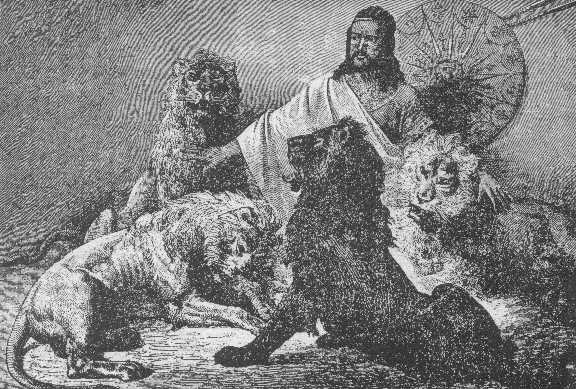
El emperador dando una audiencia, Stanley and the White Heroes in Africa (etc.) (H. B. Scammel, 1890).

El advenimiento de Teodoro II significó la unificación de Abisinia, dividida en muchas provincias enemigas desde el siglo XVIII, y el inicio de la Etiopía moderna. De todas formas, dado que estuvo casi en campaña durante su reinado, otros líderes frecuentemente intentaban secesionarse del Imperio dada su presencia en el campo de batalla. Tras unos corto período, había conseguido derribar y colocar bajo el dominio imperial al reino de Shewa y a la provincia de Gojjam. Aplastó a muchos caudillos de Wollo y Tigray y anexionó a las recalcitrantes regiones de Begemder y Simien bajo su gobierno directo. 
El emperador reorganizó la administración, la justicia y la política, otorgándoles a los gobernadores de provincias los títulos de ras o dejazmach hereditarios. Abatió las invasiones de oromos, oullos y yedju, convirtiendo o encarcelando a los musulmanes. Luchó contra la esclavitud e interesó a los europeos, preponderantemente los británicos, por la cultura abisinia. 
Para romper con la corte disuelta de Gondar, transfirió su residencia a Magdala, hoy Amba Mariam, en la región de Amhara. 
Teodoro II formó también un ejército regular compuesto por entre 70 000 y 80 000 hombres pagos al servicio del Estado. Prohibió a los soldados el pillaje, las razzias y la destrucción de la cosecha, como las perpetradas contra los paisanos. Creó regimientos y organizó los grados. El ejército agrupaba poblaciones de orígenes diferentes, lo que le permitía al emperador actuar contra los particularismos y las reminiscencias feudales. A pesar del embargo de otomanos y árabes al Mar Rojo, se opuso al comercio de armas de fuego de contrabando, particularmente por el Sudán.
En 1856 Teodoro II propuso una reforma a la Iglesia que trataba de la reducción del número del clero y la secularización de parte de sus bienes. Ante la resistencia de los presbíteros, decidió de forma unilateral confiscarle las tierras a la Iglesia en 1860. Los incidentes y su muerte le impedirían llevar a cabo este plan.

## Expedición británica a Abisinia
En 1862, Teodoro II escribió a la reina Victoria I del Reino Unido para proponerle una alianza total contra el Imperio otomano. El rechazo del Foreign Office irritó al emperador, que primero retuvo y luego encerró en prisión al cónsul británico Cameron y después a otros europeos en 1866. La diplomacia occidental, encabezada su delegación por el otomano Hormuzd Rassam, fue encarcelada posteriormente, no pudiéndose obtener su liberación. En represalia Egipto invadió Metemma. 
En 1866 Teodoro II decidió el abandono total de la antigua capital Gondar, ya en ruinas .Antes procedió al retiro de 44 tesoros de las iglesias. Novecientos manuscritos preciosos fueron llevados a Magdala, y la ciudad librada al fuego. 
La reina Victoria anunció la decisión de enviar una expedición militar para rescatar a los rehenes el 21 de agosto de 1867. La expedición desembarcó a mediados de octubre de 1867 en Massaua la expedición británica a Abisinia, liderada por sir Robert Napier y llegada desde la India con 32 000 hombres en sus filas y una cuarentena de elefantes. El avance de Napier fue favorecido por la actitud del ras de Tigray, Cassa, que estaba en lucha abierta contra el emperador. 
La expedición de Napier marchó hacia Amhara, derrotó al ejército etíope en la batalla de Magdala y el 13 de abril de 1868, Magdala fue tomada al asalto. El negus Teodoro II se suicidó con un revólver que le había regalado la propia reina Victoria. La fortaleza fue incendiada. Al irse de Abisinia, Napier le dejó las armas y municiones de la expedición al Ras Cassa de Tigray, que pudo así imponer su autoridad. Fue coronado en Aksum en 1872, luego de 4 años de querellas de sucesión, bajo el nombre de Yohannes IV.
| Predecesor: Wube Hailé Maryam | Emperador de Etiopía 1855 - 1868 | Sucesor: Tekle Giyorgis II |

- Datos: Q262589
- Multimedia: Tewodros II of Ethiopia / Q262589